# Michael McGlinchey
Michael McGlinchey (sinh ngày 7 tháng 1 năm 1987) là một cầu thủ bóng đá người New Zealand.

## Đội tuyển bóng đá quốc gia New Zealand
Michael McGlinchey thi đấu cho đội tuyển bóng đá quốc gia New Zealand từ năm 2009 đến 2017.

## Thống kê sự nghiệp
| Đội tuyển bóng đá New Zealand | Đội tuyển bóng đá New Zealand | Đội tuyển bóng đá New Zealand |
| Năm                           | Trận                          | Bàn                           |
| ----------------------------- | ----------------------------- | ----------------------------- |
| 2009                          | 3                             | 0                             |
| 2010                          | 4                             | 0                             |
| 2011                          | 3                             | 1                             |
| 2012                          | 11                            | 2                             |
| 2013                          | 4                             | 0                             |
| 2014                          | 5                             | 0                             |
| 2015                          | 3                             | 1                             |
| 2016                          | 7                             | 0                             |
| 2016                          | 5                             | 0                             |
| 2017                          | 8                             | 1                             |
| 2019                          | 2                             | 0                             |
| Tổng cộng                     | 55                            | 5                             |